# Vasököl (televíziós sorozat)
A Vasököl (eredeti cím: Iron Fist) 2017 és 2018 között vetített amerikai akció dráma sorozat, amelyet Scott Buck alkotott.
A sorozat producere Evan Perazzo. A zeneszerzője az első évadban Trevor Morris, a második évadban Robert Lydecker. A főszerepekben Finn Jones, Jessica Henwick, Tom Pelphrey, Jessica Stroup és Ramón Rodríguez láthatóak. A sorozat a Marvel Television, az ABC Stúdió és a Devilina Productions megbízásából készült, forgalmazója a Netflix Streaming Services.
Amerikában 2017. március 17-én mutatta be a Netflix. Magyarországon csak feliratosan elérhető.

## Cselekmény
A 15 éve halottnak vélt Danny Rand visszatér New York-ba, hogy visszakapja családi cégét Harold Meachumtól és a gyerekeitől Ward Meachumtól és Joy Meachumtól. Amikor rossz dolgok történnek vele választania kell családi öröksége és vasököl feladatai között. A Védelmezők eseményei után Rand felügyeli New York védelmét Matt Murdock távollétében, amíg egy új gonosz nem veszélyezteti saját és más személyazonosságát.

## Szereplők

### Főszereplők
| Szereplők            | Színészek       | Évadok     | Évadok     | Évadok |
| Szereplők            | Színészek       | 1.         | 2.         |        |
| -------------------- | --------------- | ---------- | ---------- | ------ |
| Danny Rand / Vasököl | Finn Jones      | Főszereplő | Főszereplő |        |
| Colleen Wing         | Jessica Henwick | Főszereplő | Főszereplő |        |
| Ward Meachum         | Tom Pelphrey    | Főszereplő | Főszereplő |        |
| Joy Meachum          | Jessica Stroup  | Főszereplő | Főszereplő |        |
| Bakuto               | Ramón Rodríguez | Főszereplő |            |        |
| Davos                | Sacha Dhawan    | Főszereplő | Főszereplő |        |
| Claire Temple        | Rosario Dawson  | Főszereplő |            |        |
| Harold Meachum       | David Wenham    | Főszereplő |            |        |
| Misty Knight         | Simone Missick  |            | Főszereplő |        |
| Mary Walker          | Alice Eve       |            | Főszereplő |        |

## Epizódok
| Évad | Évad | Epizódok | Megjelenés          |
| ---- | ---- | -------- | ------------------- |
|      | 1    | 13       | 2017. március 17.   |
|      | 2    | 10       | 2018. szeptember 7. |

## Gyártás

### Előkészület
A Marvel Stúdió már a 2000-es évek óta fejlesztettek egy Vasököl filmet, amelyet eredetileg az Artisan Entertainment társfinanszírozott. Ray Park lett volna főszereplő, de a projekt több rendezőn keresztül átment és végül nem valósult meg. A fejlesztés azután folytatódott, hogy az évtized közepén a Marvel Studios elkezdett önfinanszírozni filmjeiket azzal, hogy a Marvel írók egy csoportját arra alkalmazták, hogy kevésbé ismert karaktereknek írjanak történetet. 2010-ben Rich Wilkest felkérték, hogy írjon új történetet a filmhez. 2013 májusában azt állították, hogy a Vasököl a Marvel egyik láthatáron lévő projektje lesz.
2013 októberében a Deadline Hollywood arról számolt be, hogy a Marvel Television négy drámasorozatot és egy minisorozatot készít, összesen 60 epizódot, hogy video on demand szolgáltatásokon mutatják be. A Netflix, az Amazon és a WGN America pedig érdeklődését fejezték ki. Néhány héttel később a Marvel és a Disney bejelentette, hogy a Netflixen lesznek láthatóak. 2015 áprilisában kiderült, hogy a sorozatnak Vasököl a hivatalos címe. John Dahl, Cindy Holland, Allie Goss, Alison Engel, Kris Henigman, Alan Fine, Stan Lee, Joe Quesada, Dan Buckley, Jim Chory, Loeb és Buck a sorozat vezető producerei. A második évadot 2017 júliusában jelentették be.

### Forgatás
A sorozat forgatása New Yorkban zajlott. Manuel Billeter volt az első évadban az operatőr, Brett Chan pedig kaszkadőr-koordinátor. A második évadban Niels Alpert volt az operatőr, míg Clayton Barber vette át a kaszkadőr-koordinátor feladatot.